# Mell
Mell (Sapporo, 1º agosto ...) è una cantante giapponese che ha debuttato nel 2006 con il singolo Red Fraction, sigla di apertura della serie televisiva Black Lagoon tratta dal omonimo manga di Rei Hiroe.
È una delle principali senior vocalist degli I've Sound. Ha pubblicato sei singoli e fino ad ora due dischi solista.

## Discografia

### Singoli
- Red Fraction data di uscita: 14 giugno 2006 - Theme song di Black Lagoon
- Proof/No Vain data di uscita: 30 maggio 2007 - Theme song di Hayate the Combat Butler
- Virgin's High!/Kicks! data di uscita: 26 settembre 2007 - Theme song di Sky Girls
- Kill data di uscita: 19 novembre 2008 - Theme song di Kiru: Kill
- Rideback data di uscita: 4 marzo 2009 - Theme song di Rideback
- Kara no Tsubomi data di uscita: 29 luglio 2009

### Album
- Mellscope data di uscita: 20 agosto 2008 - singoli estratti: Red Fraction, Proof/No vain, Virgin's High!/Kicks!.
- Mirage data di uscita: 27 ottobre 2010 - singoli estratti: KILL, Rideback

### DVD
- 2009 - Mell First Live Tour 2008 Scope DVD

## Lista canzoni

### Lavori solista negli I've
- "Utsukushiku Ikitai" (5 febbraio 1999)
- "Fall in Love" (24 settembre 1999)
- "Suna no Kaze" (16 ottobre 1999)
- "Repeat" (16 ottobre 1999)
- "Fly to the Top" (16 luglio 2000)
- "Kimi to Deaeta Kisetsu" (8 dicembre 2000)
- "Inori no Toki" (22 dicembre 2000)
- "Kanashimi no Hana" (26 gennaio 2001)
- "Sayonara wo Oshiete" - comment te dire adieu - (2 marzo 2001)
- "World My Eyes -prototype-" (28 dicembre 2002)
- "Sabaku no Yuki" (28 dicembre 2002)
- "Last in Blue" (28 febbraio 2003)
- "Spiral" (27 giugno 2003)
- "Out Flow" (5 settembre 2003)
- "Our Youthful Days" (31 ottobre 2003)
- "Permit" (17 dicembre 2004)
- "Permit" -Unplugged mix- (17 dicembre 2004)
- "Permit" -Yurushi no Toh - (17 dicembre 2004)
- "Permit" -Yurushi no Toh - Unplugged Mix (17 dicembre 2004)
- "Sabaku no Yuki" (Mixed up ver.) (29 dicembre 2004)
- "Egen" (14 gennaio 2005)
- "Two face (Front Line Covers ver.)" (28 dicembre 2008)
- "Disintegration (Front Line Covers ver.)" (28 dicembre 2008)
- "Kara no Tsubomi" (25 marzo 2009)
- "Bizarrerie Cage" (1º maggio 2009)

### Mell & Miki
- "Sora Yori Chikai Yume" (14 luglio 2000)

### Kotoko & Mell
- "See You" -Chisana Eien- (14 giugno 2006)

### I've Special Unit
- "See You" -Chiisana Eien- (P.V ver.) (5 settembre 2003)
- "Fair Heaven" (30 luglio 2005)
- "Tenjo o Kakeru Monotachi"; performed as Love Planet Five (4 aprile 2007)

### Solo
- "Dear memories"
- "The Winner Takes It All"
- "Hello Goodbye" (Silent Half)
- "Mermaid"
- "Split" (...SPLIT)
- "Video-Killed-The-Radio-Star"
- "Hoshi Meguri no Uta"
- "Strange Woman"
- "Noyau"
- "Mermaid in the City"
- "Fin"
- "Where Are You Now?"

### Orihime
- "Are naga Ojisan My Dear"
- "Are naga Ojisan My Dear Ura"
- "Love Generation"

### Aki & Kotoko & Mell & Naraku & Yokko-Q
- "Sora Yori Chikai Yume" -Nara Q Mix-

### C.G Mix featuring Mell
- "Detect"